# AVN Award/Female Performer of the Year
Der AVN Award for Female Performer of the Year (dt.: „Weiblicher Performer des Jahres“) wird jeden Januar in Las Vegas im Rahmen der AVN Awards an eine Pornodarstellerin vergeben.

## Gewinner & Nominierungen
| Jahr | Bild | Gewinner           | Nominierte |
| ---- | ---- | ------------------ | --- |
| 1993 |      | Ashlyn Gere        | |
| 1994 |      | Debi Diamond       | Rebecca Bardoux Celeste Ashlyn Gere Shayla LaVeaux Leena Tiffany Mynx P. J. Sparxx Crystal Wilder Ona Zee |
| 1995 |      | Asia Carrera       | Tammi Ann Ariana Kaitlyn Ashley Ashlyn Gere Kylie Ireland Tyffany Million Brittany O’Connell Misty Rain Shane |
| 1996 |      | Kaitlyn Ashley     | Tammi Ann Julie Ashton Celeste Careena Collins Jeanna Fine Tera Heart Melissa Hill Jenna Jameson Lana Sands Nici Sterling |
| 1997 |      | Missy              | Julie Ashton Alex Dane Jeanna Fine Melissa Hill Jenna Jameson Jill Kelly Christi Lake Shayla LaVeaux Caressa Savage Nici Sterling Nikki Tyler |
| 1998 |      | Stephanie Swift    | Chloe Jill Kelly Christi Lake Dyanna Lauren Shanna McCullough Mila Missy Tiffany Mynx Julie Rage Serenity Jasmin St. Claire Stacy Valentine |
| 1999 |      | Chloe              | Johnni Black Asia Carrera Roxanne Hall Alisha Klass Jill Kelly Midori Mocha Tiffany Mynx Silvia Saint Serenity Stacy Valentine |
| 2000 |      | Inari Vachs        | Chloe Sabrina Johnson Alisha Klass Monique Raylene Serenity Alexandra Silk Stephanie Swift |
| 2001 |      | Jewel De’Nyle      | Jessica Darlin Dee Bridgette Kerkove Shelbee Myne Kristi Myst Alexandra Quinn Serenity Sydnee Steele Inari Vachs Ava Vincent |
| 2002 |      | Nikita Denise      | Chloe Jewel De’Nyle Bridgette Kerkove Monique Serenity Taylor St. Claire Sydnee Steele Ava Vincent |
| 2003 |      | Aurora Snow        | Briana Banks Belladonna Calli Cox Nikita Denise Jewel De’Nyle Jessica Drake April Flowers Devinn Lane Jodie Moore Obsession Michele Raven Olivia Saint Nicole Sheridan Taylor St. Claire Sydnee Steele                                                  |
| 2004 |      | Ashley Blue        | Sunrise Adams Belladonna Jessica Darlin Olivia Del Rio Jewel De’Nyle Bridgette Kerkove Devinn Lane Ashley Long Carmen Luvana Gina Lynn Monique Taylor Rain Savanna Samson Aurora Snow                                                                   |
| 2005 |      | Lauren Phoenix     | Ashley Blue Cindy Crawford Cytherea Jessica Drake Ariana Jollee Katja Kassin Katrina Kraven Gina Lynn Julie Night Jayna Oso Taylor Rain Alicia Rhodes Savanna Samson Venus                                                                              |
| 2006 |      | Audrey Hollander   | Jada Fire Nicki Hunter Roxy Jezel Ariana Jollee Dillan Lauren Melissa Lauren Missy Monroe Gia Paloma Lauren Phoenix Taylor Rain Sandra Romain Brittney Skye Flower Tucci Venus                                                                          |
| 2007 |      | Hillary Scott      | Belladonna Jasmine Byrne Jada Fire Jenna Haze Roxy Jezel Kimberly Kane Kinzie Kenner Tory Lane Sunny Lane Shy Love Marie Luv Sandra Romain Sativa Rose Flower Tucci                                                                                     |
| 2008 |      | Sasha Grey         | Monique Alexander Courtney Cummz Stormy Daniels Jada Fire Jenna Haze Jesse Jane Sunny Lane Rebeca Linares Brianna Love Kirsten Price Amy Ried Savanna Samson Annette Schwarz Hillary Scott                                                              |
| 2009 |      | Jenna Haze         | Belladonna Ashlynn Brooke Roxy DeVille Jessica Drake Sasha Grey Jenny Hendrix Jesse Jane Kayden Kross Sunny Lane Sunny Leone Rebeca Linares Marie Luv Gianna Michaels Bobbi Starr Alexis Texas                                                          |
| 2010 |      | Tori Black         | Belladonna Lexi Belle Ashlynn Brooke Dana DeArmond Chayse Evans Jenna Haze Kayden Kross Jesse Jane Amber Rayne Nikki Rhodes Ann Marie Rios Kristina Rose Bobbi Starr Misty Stone                                                                        |
| 2011 |      | Tori Black         | Asa Akira Monique Alexander Lexi Belle Jenna Haze Kimberly Kane Kagney Linn Karter Kayden Kross Faye Reagan Kristina Rose Andy San Dimas Bobbi Starr Riley Steele Misty Stone Alexis Texas                                                              |
| 2012 |      | Bobbi Starr        | Asa Akira Lexi Belle Dana DeArmond Gracie Glam Allie Haze Jesse Jane Kimberly Kane Kagney Linn Karter Kayden Kross Lily LaBeau Phoenix Marie Chanel Preston Kristina Rose Andy San Dimas Alexis Texas                                                   |
| 2013 |      | Asa Akira          | Jessie Andrews Eva Angelina Lexi Belle Lily Carter Dana DeArmond Skin Diamond Gracie Glam Allie Haze Kayden Kross Lily LaBeau Brooklyn Lee Chanel Preston Kristina Rose Samantha Saint Andy San Dimas Bobbi Starr Jada Stevens Misty Stone Alexis Texas |
| 2014 |      | Bonnie Rotten      | Asa Akira Anikka Albrite Bailey Blue Dani Daniels Dana DeArmond Skin Diamond Allie Haze Remy LaCroix Maddy O’Reilly Chanel Preston Riley Reid Samantha Saint Sheena Shaw Jada Stevens                                                                   |
| 2015 |      | Anikka Albrite     | AJ Applegate Adriana Chechik Dani Daniels Skin Diamond Veruca James Zoey Monroe Maddy O’Reilly Chanel Preston Romi Rain Riley Reid Bonnie Rotten Dahlia Sky Jada Stevens Jodi Taylor                                                                    |
| 2016 |      | Riley Reid         | Anikka Albrite August Ames AJ Applegate Vicki Chase Adriana Chechik Carter Cruise Dani Daniels Aidra Fox Keisha Grey Jillian Janson Eva Lovia Maddy O’Reilly Romi Rain Kleio Valentien                                                                  |
| 2017 |      | Adriana Chechik    | Anikka Albrite August Ames AJ Applegate Vicki Chase Abella Danger Aidra Fox Keisha Grey Chanell Heart Katrina Jade Jillian Janson Sara Luvv Megan Rain Riley Reid Veronica Rodriguez                                                                    |
| 2018 |      | Angela White       | August Ames Adriana Chechik Abella Danger Aidra Fox Keisha Grey Holly Hendrix Katrina Jade Elsa Jean Eva Lovia Riley Reid Lana Rhoades Jessa Rhodes Natalia Starr Gina Valentina                                                                        |
| 2019 |      | Angela White       | Adriana Chechik Abella Danger Honey Gold Katrina Jade Elsa Jean Jill Kassidy Abigail Mac Ariana Marie Kira Noir Riley Reid Kristen Scott Kissa Sins Gina Valentina Whitney Wright                                                                       |
| 2020 |      | Angela White       | Joanna Angel Adriana Chechik Abella Danger Ana Foxxx Alina Lopez Abigail Mac Kira Noir Kenzie Reeves Riley Reid Karma Rx Kristen Scott Jane Wilde Emily Willis Whitney Wright                                                                           |
| 2021 |      | Emily Willis       | Adriana Chechik Abella Danger Gia Derza Gianna Dior Ana Foxxx Emma Hix Kenna James Alina Lopez Kira Noir Kyler Quinn Kenzie Reeves Naomi Swann Angela White Jane Wilde                                                                                  |
| 2022 |      | Gianna Dior        | Aiden Ashley Vanna Bardot Lulu Chu Avery Cristy Gia Derza Emma Hix Kenna James Kira Noir Kenzie Reeves Scarlit Scandal Alexis Tae Angela White Jane Wilde Emily Willis                                                                                  |
| 2023 |      | Kira Noir          | Aiden Ashley Vanna Bardot Lilly Bell Blake Blossom Savannah Bond Anna Claire Clouds Gianna Dior Ana Foxxx Kenna James Maddy May April Olsen Alexis Tae Angela White Jane Wilde                                                                          |
| 2024 |      | Vanna Bardot       | Lilly Bell Blake Blossom Lulu Chu Anna Claire Clouds Nicole Doshi Ana Foxxx Liz Jordan Maddy May Kira Noir Kylie Rocket Alexis Tae Angela White Jennifer White Angel Youngs                                                                             |
| 2025 |      | Anna Claire Clouds | Vanna Bardot Lilly Bell Blake Blossom Jewelz Blu Chanel Camryn Nicole Doshi Liz Jordan Cherry Kiss Kira Noir Octavia Red Willow Ryder Angela White Jennifer White Angel Youngs                                                                          |

## Meiste Gewinne
- 3 Siege: Angela White
- 2 Siege: Tori Black

## Meiste Nominierungen
- 8 Nominierungen: Angela White
- 7 Nominierungen: Adriana Chechik, Kira Noir, Riley Reid
- 5 Nominierungen: Belladonna, Abella Danger, Jenna Haze, Kayden Kross, Serenity, Bobbi Starr
- 4 Nominierungen: Asa Akira, Anikka Albrite, Vanna Bardot, Lexi Belle, Chloe, Anna Claire Clouds, Dana DeArmond, Jewel De’Nyle, Ana Foxxx, Jesse Jane, Chanel Preston, Kristina Rose, Alexis Texas, Jane Wilde
- 3 Nominierungen: August Ames, AJ Applegate, Lilly Bell, Blake Blossom, Dani Daniels, Skin Diamond, Gianna Dior, Jessica Drake, Jada Fire, Aidra Fox, Ashlyn Gere, Keisha Grey, Katrina Jade, Kenna James, Kimberly Kane, Jill Kelly, Bridgette Kerkove, Sunny Lane, Monique, Tiffany Mynx, Maddy O’Reilly, Taylor Rain, Kenzie Reeves, Savanna Samson, Andy San Dimas, Sydnee Steele, Jada Stevens, Misty Stone, Alexis Tae, Emily Willis
- 2 Nominierungen: Monique Alexander, Tammi Ann, Aiden Ashley, Kaitlyn Ashley, Julie Ashton, Tori Black, Ashley Blue, Ashlynn Brooke, Asia Carrera, Celeste, Vicki Chase, Lulu Chu, Jessica Darlin, Nikita Denise, Gia Derza, Nicole Doshi, Jeanna Fine, Gracie Glam, Sasha Grey, Melissa Hill, Emma Hix, Jenna Jameson, Jillian Janson, Elsa Jean, Roxy Jezel, Ariana Jollee, Liz Jordan, Kagney Linn Karter, Alisha Klass, Lily LaBeau, Christi Lake, Devinn Lane, Shayla LaVeaux, Rebeca Linares, Alina Lopez, Eva Lovia, Marie Luv, Gina Lynn, Abigail Mac, Maddy May, Missy, Lauren Phoenix, Romi Rain, Sandra Romain, Bonnie Rotten, Samantha Saint, Hillary Scott, Kristen Scott, Aurora Snow, Stephanie Swift, Taylor St. Claire, Nici Sterling, Flower Tucci, Inari Vachs, Gina Valentina, Stacy Valentine, Venus, Ava Vincent, Jennifer White, Whitney Wright, Angel Youngs